# Cuadrante galáctico

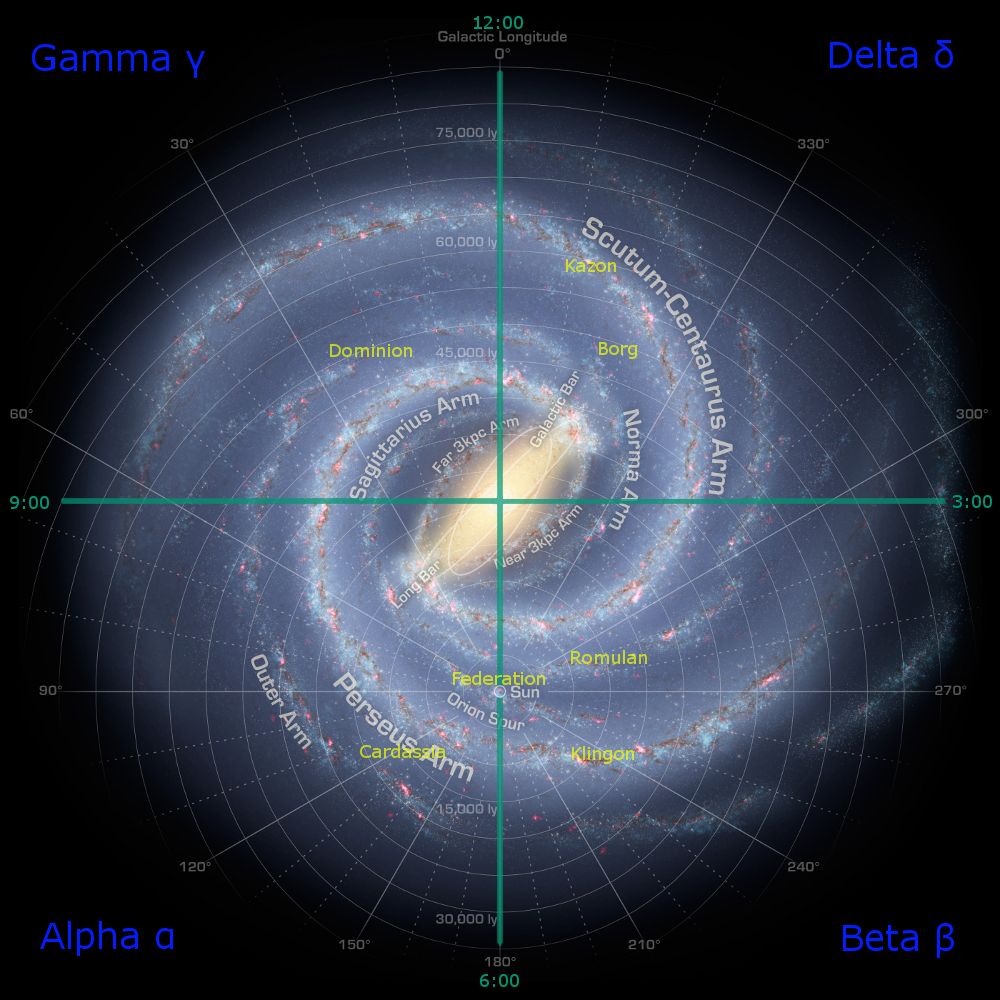
Los Cuadrantes de la Vía Láctea según la serie televisiva Star Trek

En el universo de la ficción fantástica de Star Trek nuestra galaxia, la Vía Láctea, es subdividida convencionalmente en cuatro cuadrantes galácticos, que luego son subdivididos en sectores.
Considerando que la Vía Láctea tiene un diámetro estimado en cerca de 100 000 años luz, puede deducirse que cada cuadrante tendrá un diámetro de cerca de 50 000 años luz.
Entonces, cada cuadrante puede ser subdividido en sectores de un diámetro cercano de 20 años luz.
Un esquema de la galaxia puede verse en la siguiente tabla:
| γ | δ |
| α | β |
| - | - |

## Cuadrante Alfa
Se encuentra localizado entre las horas 9 a 6, suponiendo que visualizáramos a la galaxia como un reloj rotando en sentido antihorario. En este cuadrante se encuentra la sede de la Federación Unida de Planetas, de la Unión Cardassiana, de la Alianza Ferengi, de la Confederación Breen y los Bajorianos.
Según esta subdivisión la Tierra se encuentra exactamente en el confín entre los cuadrantes Alfa y Beta, a cerca de mitad de camino del centro de la Vía Láctea.

## Cuadrante Beta
Se encuentra localizado entre las horas 6 a 3. La Tierra y la Federación Unida de Planetas se encuentra sobre el confín del cuadrante Alfa y Beta. En este cuadrante habitan los Klingon, los Romulanos, el planeta Vulcano (los cuales fueron los que hicieron el primer contacto con los humanos y posteriormente, junto a otras especies, fundaron la Federación), los Gorn, la Solidaridad Son'a y los Metron.
Romulanos y Klingons ejercen influencia en gran parte del cuadrante Alfa.

## Cuadrante Gamma
Se localiza entre las horas 12 y 9, es la sede del Dominio, que ejerce un estrecho control sobre casi todo el cuadrante.
En este cuadrante se encuentra también un túnel espacial que comunica con el cuadrante Alfa, específicamente con el sector Bajoriano. El descubrimiento de este agujero de gusano en un cúmulo espacial conocido como "Cinturón de Denorios" se atribuye al entonces comandante Benjamin Lafayette Sisko, al mando de la estación espacial de la Federación Deep Space 9 y a la teniente comandante Jadzia Dax. 
Cabe destacar también la importancia cultural y religiosa de este agujero de gusano para los habitantes del planeta Bajor, que lo consideran su "Templo Celestial" en donde habitan sus "Profetas", deidades máximas dentro del culto religioso Bajoriano.
Gran parte de este cuadrante resulta inexplorado.

## Cuadrante Delta
Se encuentra entre las horas 3 y 12. Es la sede de los Borg (que dominan el cuadrante), y cohabitan con los Kazon, los Vidianos, los Talaxianos, los Ocampa, los Hirógenos y la base colonial de la Especie 8472. Los únicos datos que se poseen sobre este cuadrante provienen de la USS Voyager, que fue accidentalmente transportada allí y estuvo explorando el cuadrante durante siete años. Esta también lleva registros de la USS Equinox, la cual sufrió el mismo incidente de la USS Voyager, desafortunadamente esta tuvo una autodestrucción por parte de su Capitán, en un intento por salvar a la tripulación.
Se puede ver en líneas generales una división política de la galaxia en donde las potencias más importantes son: el Dominio, los borg, los klingon, los romulanos, y la Federación Unida de Planetas.